# 光谷大道站
光谷大道站位于中华人民共和国湖北省武汉市洪山区东湖高新区，是武汉地铁2号线的地铁车站。

## 车站结构
车站位于珞喻路与光谷大道交叉口，沿珞喻路布置。本站为地下两层岛式站台，地下一层为站厅层，地下二层为站台层。车站在珞喻路两侧布置有4个出入口。

### 楼层分布
| 地面     | 地面               | 出入口                               |  |  |
| 地下一层 | 站厅               | 售票机、客服中心、武漢通充值、洗手間 |  |  |
| 地下二层 |                    | █ 2号线 往天河机场（华中科技大学）   |  |  |
|          | 岛式站台，左侧开门 |                                      |  |  |
|          |                    | █ 2号线 往佛祖岭（佳园路）           |  |  |

### 车站出口
|                                                 |      |      |
| 出口編號                                        | 設施 | 照片 |
| A                                               |      |      |
| B                                               |      |      |
| C                                               |      |      |
| D                                               |      |      |
| 注： 設有升降機 \| 設有輪椅升降台 \| 設有洗手間 |      |      |

## 鄰近地點
光谷第四小学、华中科技大学光谷体育馆、华中科技大学、武汉光谷凯悦酒店等。

### 内部链接
- 武汉地铁车站列表